# Baltički narodi
Baltički narodi (Balti; ruski, Балтийские народы, Балты), skupina indoeuropskih naroda nastanjenih uz istočnu obalu Baltičkog mora i njegovog zaleđa na područjima sve od donjeg toka Visle na jugu pa do Riškog zaljeva na sjeveru. Ovo područje danas pripada državama Poljskoj (sjeveroistok), Rusiji, Latviji i Litvi. 

## Podjela
Baltičke narode danas zastupaju tek dva preživjela naroda, oba državotvorna, to su: Litvanci ili Lietuviai, kako sebe nazivaju i Latvijci ili Letonci koji sebe zovu Latvieši. Ostale njihove grupe ili su izumrle, ili su pred izumiranjem, njihovi predstavnici su: Prusi, Galindi, Jotvingi ili Jatvingi, Kuroni ili Kuri, Latgalci, Semigalci, Samogiti, Selonci. Među Litvancima razlikovalo se nekoliko skupina kao što su Litvanci u istočnoj Litvi, Žemaičiai iz Žemaitije (iz zapadne Litve) ili Samogiti i Aukštaičiai iz Aukštaitije (središnja Litva). Među Prusima također je postojalo više plemena Skalvijci, Sudovci, Nadrovci i drugi.

## Vanjske poveznice
- Baltic Branch of the Indo-European Family  Arhivirana inačica izvorne stranice od 18. svibnja 2008. (Wayback Machine)